# Robledo (kommun i Spanien, Kastilien-La Mancha, Provincia de Albacete, lat 38,78, long -2,40)
Robledo är en kommun i Spanien.   Den ligger i provinsen Provincia de Albacete och regionen Kastilien-La Mancha, i den centrala delen av landet, 210 km sydost om huvudstaden Madrid. Antalet invånare är 456.